# Riwne (Mykolajiw)
Riwne (ukrainisch Рівне; russisch Ровное Rownoje) ist ein Dorf im Süden der ukrainischen Oblast Mykolajiw mit etwa 900 Einwohnern (2001).

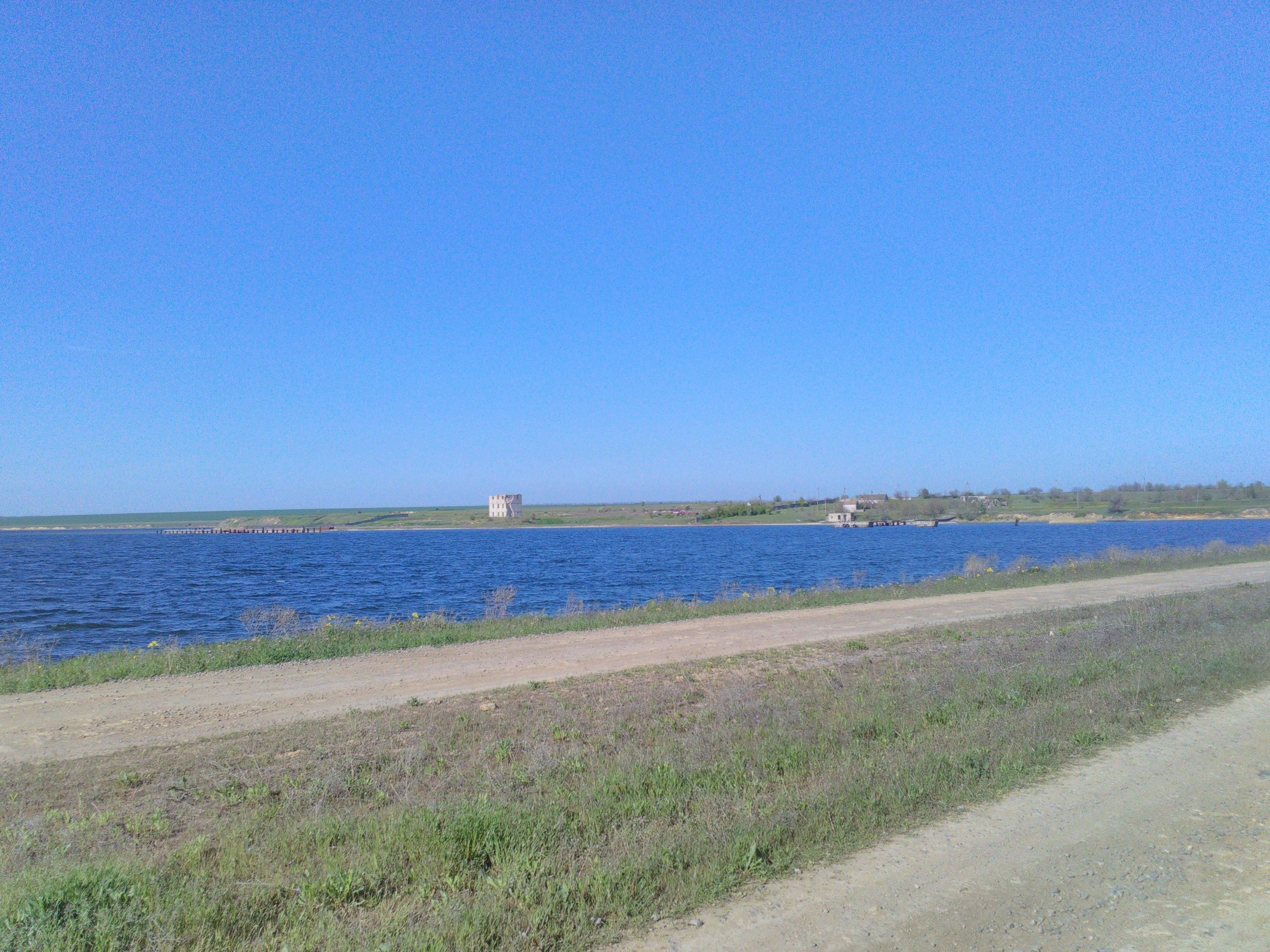
Der Beresan-Liman mit dem Dorf Riwne im Hintergrund

Das 1928 als zentrales Gut einer Schafzucht gegründete Dorf hatte bis 2012 den Status einer Ansiedlung und wurde dann zum Dorf erklärt.
Riwne liegt auf einer Höhe von 24 m am Ufer des Beresan-Limans, einem Liman an der Mündung des Flusses Beresan in das Schwarze Meer, 16 km nördlich vom Gemeindezentrum Tschornomorka, 20 km nördlich von Otschakiw und 45 km südöstlich vom Oblastzentrum Mykolajiw. 
Fünf Kilometer westlich vom Dorf verläuft die Territorialstraße T–15–13.
Am 26. Mai 2016 wurde das Dorf zum Zentrum der neugegründeten Landgemeinde Tschornomorka, bis dahin bildete es zusammen mit den Dörfern Beresan (Березань), Blahodatne (Благодатне), Jischyzke (Їжицьке) und Ossetriwka (Осетрівка) die gleichnamige Landratsgemeinde Riwne (Рівненська сільська рада/Riwnenska silska rada) im Westen des Rajons Otschakiw.
Am 17. Juli 2020 kam es im Zuge einer großen Rajonsreform zum Anschluss des Rajonsgebietes an den Rajon Mykolajiw.